# La escuadra hundida
La escuadra hundida (traducción casi literal del título original en alemán: Die versunkene Flotte) es una película dramática alemana de 1926 que está ambientada en la Marina Imperial alemana durante la Primera Guerra Mundial. La película, dirigida por Manfred Noa y su asistente, el ex oficial de la Marina Real británica Graham Hewett, está basada en la novela homónima publicada en 1926 por el ex oficial naval alemán Helmut Lorenz. El punto culminante de la película es la batalla de Jutlandia del 31 de mayo y 1 de junio de 1916.
Aparentemente, se rodaron dos versiones diferentes con subtítulos en alemán e inglés, en las que diferentes actores interpretaron los mismos papeles. La versión en alemán de la película se considera perdida; una versión superviviente en inglés se reestrenó en Berlín en agosto de 2014 bajo el título en inglés de: When Fleet Meets Fleet: A Romance of the Great Battle of Jutland (Cuando una Flota encuentra otra Flota: Un romance de la Gran Batalla de Jutlandia. Cabe reseñar que «When Fleet Meets Fleet» fue el título original de la película en su versión inglesa). Otros títulos de la obra son A Batalha da Jutlandia (versión de Brasil en portugués), Højsøsflaadens Helete (versión en danés hecha en Dinamarca), La grande parade de la flotte (versión en francés de Francia) y Wrath of the Seas (versión en inglés de los EE. UU.). El estreno original de la cinta tuvo lugar el 10 de diciembre de 1926 en Berlín.

## Argumento
No está claro en qué medida difieren las versiones alemana e inglesa. El contenido de la versión en inglés fue esbozado por el conocido crítico Mordaunt Hall en The New York Times en agosto de 1929, con motivo de la proyección en el cine de The Little Cameo.
El comandante de un buque de guerra alemán está casado con una inglesa. Antes del estallido de la guerra en 1914, rivalizó con su amigo inglés por sus habilidades con la artillería. La esposa del comandante alemán se siente desatendida por el compromiso profesional de su esposo. Se produce un serio conflicto entre el comandante alemán y uno de sus oficiales, que se ha enamorado de la esposa del comandante. Cuando quieren batirse en duelo, estalla la guerra y acaban destinados en los buques. También se comentan los amores del equipo. Cuando los miembros de la tripulación resultan heridos en la batalla de Jutlandia, son tratados en un hospital.

## La novela
En la semana de Kiel de 1914. La Marina Real británica visita el puerto naval alemán. El comandante Norton es un amigo de los alemanes y amigo personal del teniente capitán von Barnow, que sirve en el acorazado SMS Großherzog (en alemán: Gran Duque). Está casado con Erika Elsberg, hija del fabricante de Remscheid Wilhelm Elsberg. Norton siente simpatía por Erika.
Estalla la guerra, los barcos alemanes se trasladan a Wilhelmshaven . Von Barnow se convierte en comandante del crucero de batalla Fürst Leopold, que también lidera en la batalla de Jutlandia. Su oponente es Norton, ahora al mando del crucero de batalla británico Queen Victoria . En la batalla, Norton resulta herido y cae por la borda, pero los marineros alemanes lo rescatan. Está siendo atendido en un hospital militar de Bremen, donde conoce a Erika, que trabaja allí como enfermera y lo cuida. Él todavía está enamorado de ella, pero ella lo rechaza. Aparentemente, su esposo cayó en la batalla.
En una trama secundaria, el teniente capitán Fritz Kämpf, anteriormente a bordo del Großherzog, se hace cargo de un submarino y lucha en la flotilla de U-Bootes de Flandes. Su submarino UD 84 sufre graves daños en un ataque, por lo que tiene que hacer escala en un puerto español. Como España es neutral, el submarino y su tripulación están internados.
Cuando la situación en el frente occidental se volvió amenazante en el otoño de 1918, el mando de la flota alemana quiso acudir en ayuda del ejército. Por otro lado, los marineros de los acorazados se sublevaron. Se producen motines y revoluciones . El Großherzog es extraditado a Gran Bretaña; Una vez allí, su comandante, el barón von Raveneck, se suicida. Ahora el submarino de Fritz Kämpf se entregará a Francia desde España. La tripulación "secuestra" el barco del internamiento español y lo hunde frente al propio puerto español. Los tripulantes son rescatados por la Armada Española. El comportamiento de Kämpf sirve como modelo para el hundimiento de la flota alemana en Scapa Flow. La guerra civil estalla en Remscheid, en la que los exmiembros de la tripulación del Großherzog, ahora en diferentes bandos, luchan entre sí; ya sea como comunistas o en Freikorps .
Norton regresa a Kiel como miembro de una comisión de alto el fuego y se pone en contacto con Erika. Sin embargo, esta no puede superar la muerte de su esposo y cree que un futuro juntos está fuera de discusión. Se separan quedando en una relación de amistad (¡amigos en el pasado y amigos para siempre!).

## Producción

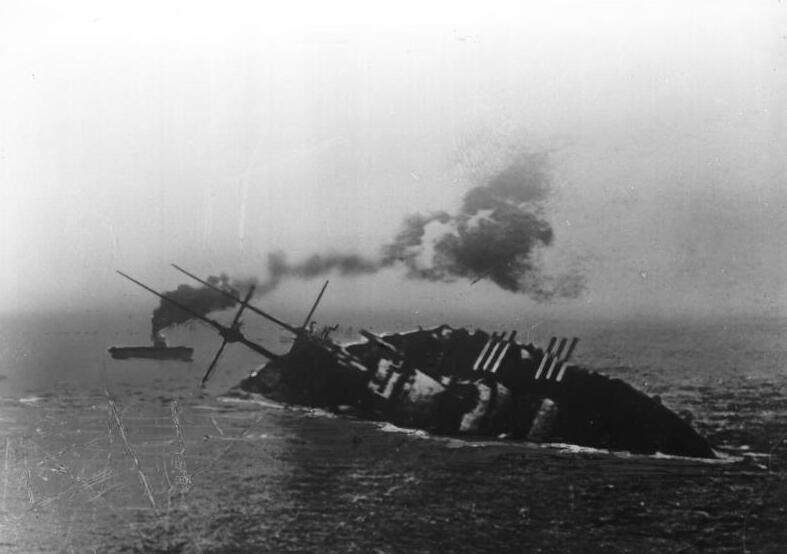
El hundimiento de Szent István.

La reseña de Hall indica que la película monta escenas de "hordas" de tripulantes hundiéndose con los cascos hundidos de sus barcos. Aparentemente, esta es la grabación documental del hundimiento del SMS Szent István en junio de 1918, que se ha utilizado habitualmente hasta el día de hoy. Hasta donde se sabe, no hay grabaciones reales de la propia batalla de Jutlandia.

## Crítica
Las escenas en las posiciones de artillería son realistas y muy bien llevadas para dar efecto. Toda la cinta genera una impresión justa y poco sesgada de una gran acción naval.
Lord Jellicoe